# Prairie Farm
Prairie Farm és una població dels Estats Units a l'estat de Wisconsin. Segons el cens del 2000 tenia 508 habitants.

## Demografia
Segons el cens del 2000, Prairie Farm tenia 508 habitants, 199 habitatges, i 119 famílies. La densitat de població era de 202,2 habitants per km².
Dels 199 habitatges en un 27,6% hi vivien nens de menys de 18 anys, en un 50,3% hi vivien parelles casades, en un 5,5% dones solteres, i en un 39,7% no eren unitats familiars. En el 31,7% dels habitatges hi vivien persones soles el 17,6% de les quals corresponia a persones de 65 anys o més que vivien soles. El nombre mitjà de persones vivint en cada habitatge era de 2,36 i el nombre mitjà de persones que vivien en cada família era de 3,03.
Per edats la població es repartia de la següent manera: un 22,2% tenia menys de 18 anys, un 6,9% entre 18 i 24, un 24,2% entre 25 i 44, un 23,4% de 45 a 60 i un 23,2% 65 anys o més.
L'edat mediana era de 42 anys. Per cada 100 dones de 18 o més anys hi havia 89,9 homes.
La renda mediana per habitatge era de 38.000 $ i la renda mediana per família de 41.667 $. Els homes tenien una renda mediana de 27.206 $ mentre que les dones 21.917 $. La renda per capita de la població era de 15.638 $. Aproximadament el 5,8% de les famílies i el 7,8% de la població estaven per davall del llindar de pobresa.

## Poblacions més properes
El següent diagrama mostra les poblacions més properes.